# Tom Verlaine

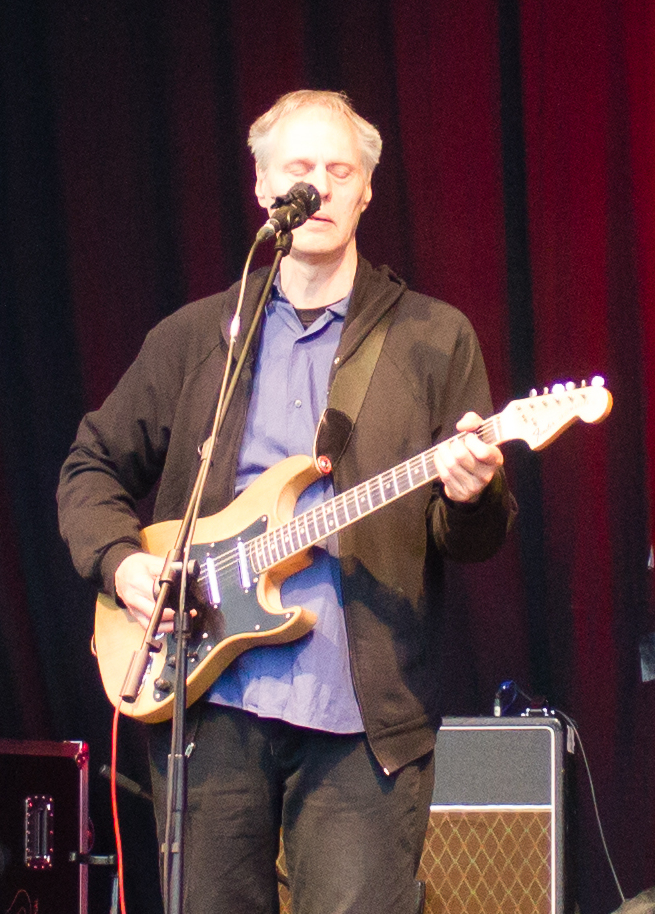
Tom Verlaine, 2014

Tom Verlaine (* 13. Dezember 1949 in Wilmington, Delaware als Thomas Miller; † 28. Januar 2023 in New York City) war ein US-amerikanischer Sänger, Gitarrist und Songwriter. Bekannt wurde er als Frontman der New Yorker Rockband Television.

## Biografie
Als Heranwachsender hatte Tom Miller reges Interesse an Musik und Dichtkunst. Er hatte Klavier- und Saxofonunterricht. Nachdem er 19th Nervous Breakdown der Rolling Stones gehört hatte, begann er, Gitarre zu spielen.
Im Jahr 1968 ging er mit seinem Schulfreund, dem Bassisten Richard Meyers, der sich später Richard Hell nannte, nach New York. Zusammen mit dem Schlagzeuger Billy Ficca gründeten sie 1972 die Band The Neon Boys. Miller nahm den Künstlernamen Tom Verlaine an, eine Reverenz an den französischen Dichter Paul Verlaine.
Mit Richard Lloyd als zweitem Gitarristen nannte sich die Gruppe ab 1973 Television. Sie war eine der führenden Bands der New Yorker Underground-Szene, unter anderem als Hausband im legendären Club CBGB. Nach zwei Alben lösten sie sich jedoch 1978 auf, und Verlaine begann eine Solokarriere.
Im Jahr 1979 erschien Verlaines erstes Soloalbum, dem etliche folgten. In den 1990ern gab es eine Wiedervereinigung von Television; 1992 erschien ihr drittes Studioalbum. Danach gab es sporadische Auftritte der Band. Verlaine arbeitete wieder mit Patti Smith, mit der er in den 1970er Jahren zusammengelebt und ‑gearbeitet hatte. Er schrieb die Musik zu dem Film Love and a .45.
Im Laufe der Zeit arbeitete Tom Verlaine mit zahlreichen Musikern zusammen. Er war auch Mitglied der Band The Million Dollar Bashers, die einen Teil der Musik zu dem Film I’m Not There einspielte.
Die Musikzeitschrift Rolling Stone listete Verlaine im Jahr 2011 auf Rang 90 der 100 größten Gitarristen aller Zeiten. In einer Liste aus dem Jahr 2003 hatte er Rang 56 belegt.
Verlaine starb im Januar 2023 nach kurzer Krankheit im Alter von 73 Jahren in Manhattan.

## Diskografie
Für die Aufnahmen mit Television siehe Television
Für die Aufnahmen der Million Dollar Bashers siehe I’m Not There: Original Soundtrack.

### Soloalben
- 1979: Tom Verlaine
- 1981: Dreamtime
- 1982: Words from the Front
- 1984: Cover
- 1987: Flash Light
- 1990: The Wonder
- 1992: Warm and Cool (Neuauflage 2005)
- 1996: The Millerʼs Tale: A Tom Verlaine Anthology
- 2006: Songs and Other Things
- 2006: Around

### Singles
- 1981: Always
- 1982: Postcard from Waterloo
- 1984: Let Go the Mansion
- 1984: Five Miles of You
- 1987: A Town Called Walker
- 1987: Cry Mercy, Judge
- 1987: The Funniest Thing
- 1989: Shimmer
- 1990: Kaleidoscopin